# نیکولای میاسکوفسکی
نیکولای یاکوولیویچ میاسکوفسکی (روسی: Никола́й Я́ковлевич Мяско́вский؛ ۲۰ آوریل ۱۸۸۱ – ۸ اوت ۱۹۵۰) آهنگساز و مدرس موسیقی اهل روسیه بود.
او دانش‌آموختهٔ کنسرواتوار سن پترزبورگ و از شاگردان آناتولی لیادوف و نیکلای ریمسکی-کورساکف و از دوستان صمیمی سرگئی پروکفیف بود و این دوستی تا پایان عمر ادامه داشت.
نیکولای میاسکوفسکی را «پدر سمفونی اتحاد جماهیر شوروی» لقب داده‌اند. او ۵ مرتبه (بیشتر از هر آهنگساز دیگری) برنده «جایزه استالین» شده است. از دیگر افتخارات وی می‌توان به نشان لنین و جایزه هنرمند مردمی اتحاد جماهیر شوروی اشاره کرد.